# Trimethylenmethanová cykloadice
Trimethylenmethanová cykloadice je organická reakce spočívající v (3+2) anelaci trimethylenmethanu (TMM) či jeho derivátů na dvouatomové pí systémy. I když je samotný TMM příliš nestálý, než aby mohl být skladován, tak je možné k jeho cykloadicím možné použít sloučeniny uvolňující TMM (TMM syntony) s vhodnými akceptory elektronů. Vazby pí s nedostatkem elektronů procházejí těmito reakcemi snadněji než ty s větší elektronovou hustotou.
Trimethylenmethan je neutrální čtyřuhlíková molekula obsahující čtyři vazby pí; lze jej tak zobrazit jako nekekulovskou molekulu nebo jako zwitterion. Energetické hladiny orbitalů TMM naznačují, že se molekula může vyskytovat v singletovém nebo tripletovém stavu; tyto stavy se liší svou reaktivitou. (3+2) cykloadice singletu, pokud probíhá soustředěným mechanismem, je řízena hraničními orbitaly. Při použití TMM bohatých na elektrony orbital A slouží jako HOMO (u cyklických TMM pak reakce vytváří spojené kruhy). Na elektrony chudé TMM (či samotný TMM) reagují s orbitalem S jako HOMO (pak z cyklických TMM vznikají můstkové produkty). Cykloadice tripletových stavů probíhají postupně.
Rychlost a výtěžnost reakce snižuje uzavírání trimethylenmethanů za tvorby methylidencyklopropanů. Tyto vedlejší reakce jsou méně významné u pětičlenných cyklických TMM, protože příslušné methylidencyklopropany mívají větší kruhové napětí. Pokud lze uzavírání kruhů a dimerizaci TMM řídit, pak (3+2) cykloadice vytváří izomerní směsi methylencyklopentanů. K získání synteticky využitelných trimethylenmethanů se používají tři druhy sloučenin: diazeny, silylované allylované acetáty, a methylencyklopropeny. Reakce posledních dvou je možné katalyzovat přechodnými kovy, i když se polární methylencyklopropeny mohou otevírat i působením světla nebo tepla.

## Mechanismus a stereochemie

### Převažující mechanismy
Diazeny mohou odštěpovat dusík a vytvářet tak TMM. Obvykle se používají můstkové diazeny, aby se zamezilo cyklizacím a dimerizacím. Při spojení s alkenovými akceptory cyklizace vytváří propojené a můstkové produkty; obvykle převažují propojené, výjimku tvoří diazeny se substituenty dodávajícími elektrony na methylenovém uhlíku. Konfigurace alkenu se při reakcích singletových TMM zachovává.
Pokud jsou přítomny stabilizující skupiny, pak se MCP mohou otevírat za tvorby příslušných zwitteriontových TMM. Při použití acetalu 1 vznikají, s vysokou selektivitou, cyklopentany s acetalovými skupinami v poloze exo vůči nově vytvořenému kruhu. Tato reakce je rovněž stereospecifická vůči geometrii alkenu, a mívá vysokou selektivitu vůči endo produktům.
MCP bez stabilizujících skupin mohou vytvářet TMM syntony za přítomnosti katalyzátorů založených na Pd0 nebo Ni0. Navazování katalyzátoru na jednu ze dvou chemicky odlišných vazeb cyklopropanu může vést k izomerním produktům. Reakce je postupná a u palladiových i niklových katalyzátorů postrádá stereospecificitu.
TMM syntony mohou při katalýze palladiem vytvářet silylované allylacetáty, karbonáty a další substituované allylové sloučeniny. Tyto reakce vykazují vysoké regioselektivity; cyklizace ale probíhají postupně a nejsou stereospecifické. Dochází při nich k rychlé racemizaci chirálních pí-allylpalladiových komplexů a reakce chirálních allylacetatátů nemívají vysoké diastereoselektivity; chirální neracemické alkeny ale mohou mít lepší diastereoselektivity.

### Stereoselektivní provedení
Stereoselektivní trimethylenmethanové cykloadice lze provést s využitím chirálních pomocníků na alkenech. Reakce nenasycených amidů odvozených od kamforsultamu potřebují k dosažení vysoké selektivity nižší teploty.
Při reakcích silylovaných allylacetátů lze použít chirální sulfoxidy.

## Rozsah a omezení
Hlavními nevýhodami TMM cykloadicí využívajících diazeny jsou tvorba MCP a dimerů. Zabránit se jim dá vysokými koncentracemi alkenů; tyto vedlejší reakce se také nevyskytují u vnitromolekulárních cykloadicí. Stereoselektivita a regioselektivita jsou u vnitromolekulárních cykloadicí se zapojením diazenů také vyšší.
TMM cykloadice obvykle, pokud není přítomen cyklický pí systém, mají 2π periselektivitu a nereagují s většími pí systém; například polární MCP reagují s 2,3-dvojnými vazbami pouze u polynenasycených esterů.
Reakce katalyzované přechodnými kovy mohou vytvářet zajímavé skupiny, například vnitromolekulárními cyklizacemi katalyzovanými palladiem lze vytvářet propelany.
Silylované allylacetáty lze využít ve vnitromolekulárních i mezimolekulárních reakcích. Za určitých podmínek je možné jako 2π reaktanty použít karbonyly; v níže uvedeném příkladu v reakci s indiovým kokatalyzátorem reaktivní 2π molekula přechází mezi dvojnými vazbami C-C a C-O.
Polarizované trimethylenmethany vzniklé z polárních MCP, využité jako 2π složky, vytvářejí (3+2) reakcemi více orthoestery, ketenacetaly u nich vznikají v menších množstvích.

## Syntetická využití
Vysoká stereospecificita a stereoselektivita řady TMM cykloadicí poskytuje významnou syntetickou výhodu; například trans spojení kruhů u produktu 2 bylo zahrnuto do syntézy (+)-brefeldinu A.

## Srovnání s jinými postupy
Přestože jsou 1,3-dipolární cykloadice užitečnými nástroji pro tvorbu pětičlenných heterocyklů, tak je známo jen málo postupů přípravy pětičlenných karbocyklů skrz anelace. Většina z nich, včetně TMM cykloadicí, je založena na vytváření tříatomových částic, které se spojují se stabilními dvouatomovými strukturami, jako jsou alkeny nebo alkyny. Po zahřátí se cyklopropenacetaly přesmykují na vinylkarbeny, které mohou sloužit jako tříatomové složky cykloadičních reakcí s alkeny chudými na elektrony. K tomuto účelu je možné použít také homoenoláty zinku, které se za přítomnosti nenasycených esterů cyklizují na cyklopentenony. Tandemy mezimolekulárních a vnitromolekulárních homopropargylových radikálů vedou ke vzniku methylencyklopropanů.

## Podmínky a provedení
Vhodné podmínky pro trimethylenmethanové cykloadice závisí na použitém zdroji trimethylenmethanu i na dvouatomovém reaktantu; existuje ale několik základních pravidel.
Reakce diazenů vyžadují odplyněná rozpouštědla, čímž se zabrání radikálovým reakcím s kyslíkem; nejčastěji se používá refluxovaný tetrahydrofuran (THF).
Reakce využívající polární MCP se obvykle provádějí v polárních rozpouštědlech, která usnadňují tvorbu trimethylenmethanů. Přestože nepřítomnost vzduchu a vody není nezbytná, tak se doporučuje.
U reakcí katalyzovaných kovy je důležitá volba katalyzátoru a ligandu. Používají se převážně fosfinové a fosfitové ligandy ve spojení s Pd0 nebo Ni0, jako jsou například Pd2(dba)3, Ni(cod)2, triisopropylfosfin (u palladia), a triarylpfosfity u niklových katalyzátorů).
Kovy katalyzované reakce silylallylacetátů se nejčastěji kombinují s octanem palladnatým a triisopropylfosfitem. Reakce se provádějí v THF za teplot mezi 60 a 110 °C.
Reakci může ovlivnit volba rozpouštědla nebo odstupující skupiny.